# Laàs
Pour les articles homonymes, voir Laas.
Laàs (prononcé [las] ; Lars en occitan béarnais) est une commune française située dans le département des Pyrénées-Atlantiques, en région Nouvelle-Aquitaine.
La commune s'est auto-érigée en « principauté de Laàs » en 2014 après délibération du conseil municipal.

## Géographie

### Localisation
La commune de Laàs est située dans le Béarn des gaves.
La commune de Laàs se trouve dans le département des Pyrénées-Atlantiques, en région Nouvelle-Aquitaine.
Elle se situe à 52 km par la route de Pau, préfecture du département, à 32 km d'Oloron-Sainte-Marie, sous-préfecture, et à 19 km d'Orthez, bureau centralisateur du canton d'Orthez et Terres des Gaves et du Sel dont dépend la commune depuis 2015 pour les élections départementales.
La commune fait en outre partie du bassin de vie de Sauveterre-de-Béarn.
Les communes les plus proches sont : 
Montfort (1,5 km), Narp (1,8 km), Orriule (2,8 km), Ossenx (3,0 km), Araujuzon (3,6 km), Barraute-Camu (3,7 km), Andrein (4,2 km), Orion (4,3 km).
Sur le plan historique et culturel, Laàs fait partie de la province du Béarn, qui fut également un État et qui présente une unité historique et culturelle à laquelle s’oppose une diversité frappante de paysages au relief tourmenté.

### Communes limitrophes
Les communes limitrophes sont Andrein, Barraute-Camu, Montfort, Narp et Orriule.
| Andrein       | Orriule  |      |
| Barraute-Camu | Laàs     | Narp |
|               | Montfort |      |

### Hydrographie

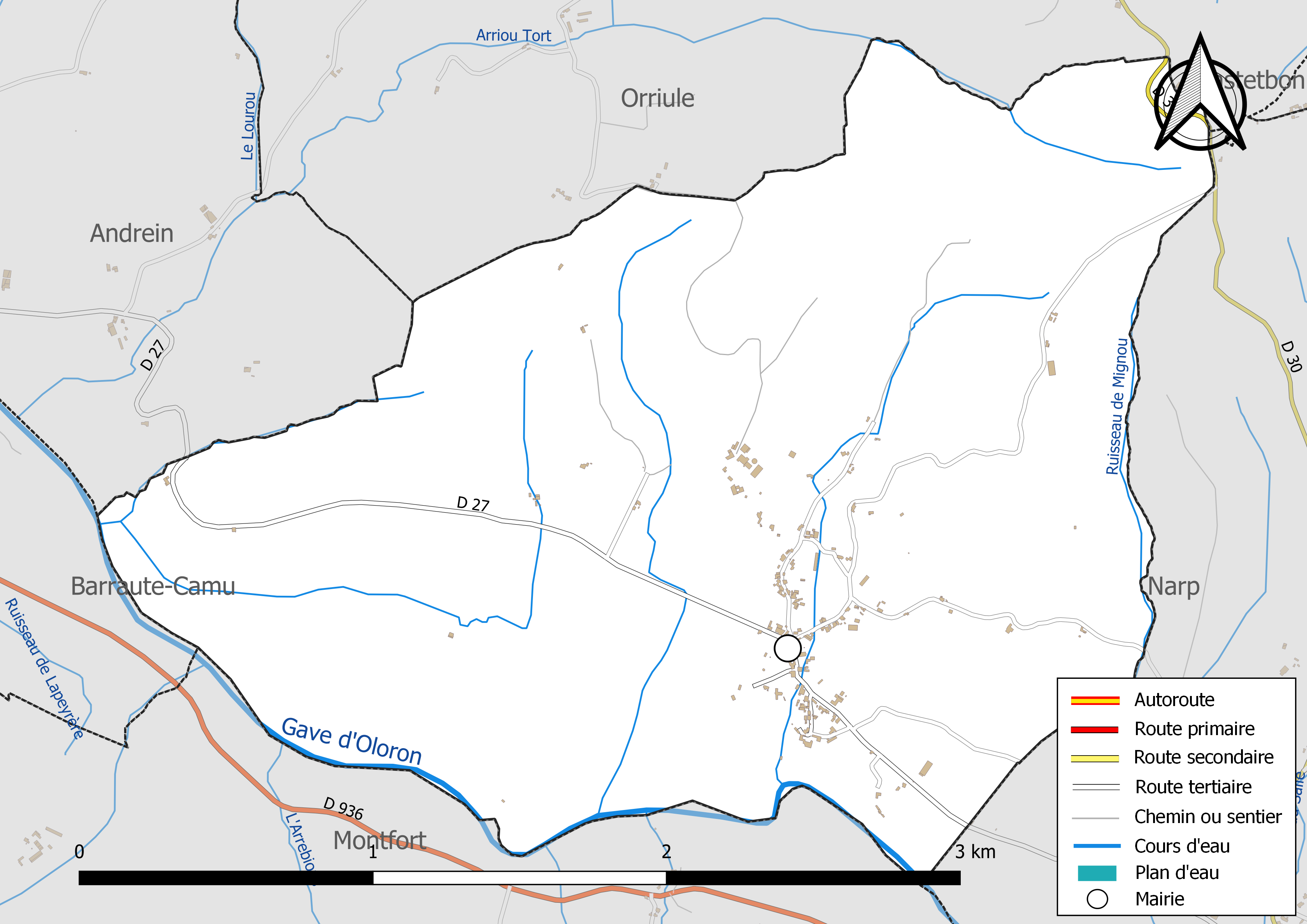
Réseaux hydrographique et routier de Laàs.

La commune est drainée par le gave d'Oloron, l’Arriou Tort, l'Arrebious, le ruisseau Barindein, le ruisseau de Mignou, et par divers petits cours d'eau, constituant un réseau hydrographique de 13 km de longueur totale,.
Le gave d'Oloron, d'une longueur totale de 148,8 km, prend sa source dans la commune de Laruns et s'écoule vers le nord-ouest. Il traverse la commune et se jette dans le gave de Pau à Sorde-l'Abbaye, après avoir traversé 64 communes.

### Climat
Pour des articles plus généraux, voir Climat de la Nouvelle-Aquitaine et Climat des Pyrénées-Atlantiques.
Historiquement, la commune est exposée à un micro climat océanique basque.
En 2020, Météo-France publie une typologie des climats de la France métropolitaine dans laquelle la commune est exposée à un climat de montagne et est dans la région climatique Pyrénées atlantiques, caractérisée par une pluviométrie élevée (>1 200 mm/an) en toutes saisons, des hivers très doux (7,5 °C en plaine) et des vents faibles.
Pour la période 1971-2000, la température annuelle moyenne est de 13,6 °C, avec une amplitude thermique annuelle de 13,8 °C. Le cumul annuel moyen de précipitations est de 1 242 mm, avec 11,9 jours de précipitations en janvier et 8,2 jours en juillet. Pour la période 1991-2020, la température moyenne annuelle observée sur la station météorologique la plus proche, située sur la commune de Saint-Gladie-Arrive-Munein à 7 km à vol d'oiseau, est de 14,3 °C et le cumul annuel moyen de précipitations est de 1 323,1 mm,. Pour l'avenir, les paramètres climatiques de la commune estimés pour 2050 selon différents scénarios d’émission de gaz à effet de serre sont consultables sur un site dédié publié par Météo-France en novembre 2022.

### Milieux naturels et biodiversité

#### Réseau Natura 2000
Le réseau Natura 2000 est un réseau écologique européen de sites naturels d'intérêt écologique élaboré à partir des Directives « Habitats » et « Oiseaux », constitué de zones spéciales de conservation (ZSC) et de zones de protection spéciale (ZPS).
Un site Natura 2000 a été défini sur la commune au titre de la « directive Habitats » : « le gave d'Oloron (cours d'eau) et marais de Labastide-Villefranche », d'une superficie de 2 547 ha, une rivière à saumon et écrevisse à pattes blanches,.

#### Zones naturelles d'intérêt écologique, faunistique et floristique
L’inventaire des zones naturelles d'intérêt écologique, faunistique et floristique (ZNIEFF) a pour objectif de réaliser une couverture des zones les plus intéressantes sur le plan écologique, essentiellement dans la perspective d’améliorer la connaissance du patrimoine naturel national et de fournir aux différents décideurs un outil d’aide à la prise en compte de l’environnement dans l’aménagement du territoire.
Une ZNIEFF de type 2 est recensée sur la commune, : 
le « réseau hydrographique du gave d'Oloron et de ses affluents » (6 885,32 ha), couvrant 114 communes dont 2 dans les Landes et 112 dans les Pyrénées-Atlantiques.

## Urbanisme

### Typologie
Au 1er janvier 2024, Laàs est catégorisée commune rurale à habitat dispersé, selon la nouvelle grille communale de densité à sept niveaux définie par l'Insee en 2022.
Elle est située hors unité urbaine et hors attraction des villes,.

### Occupation des sols

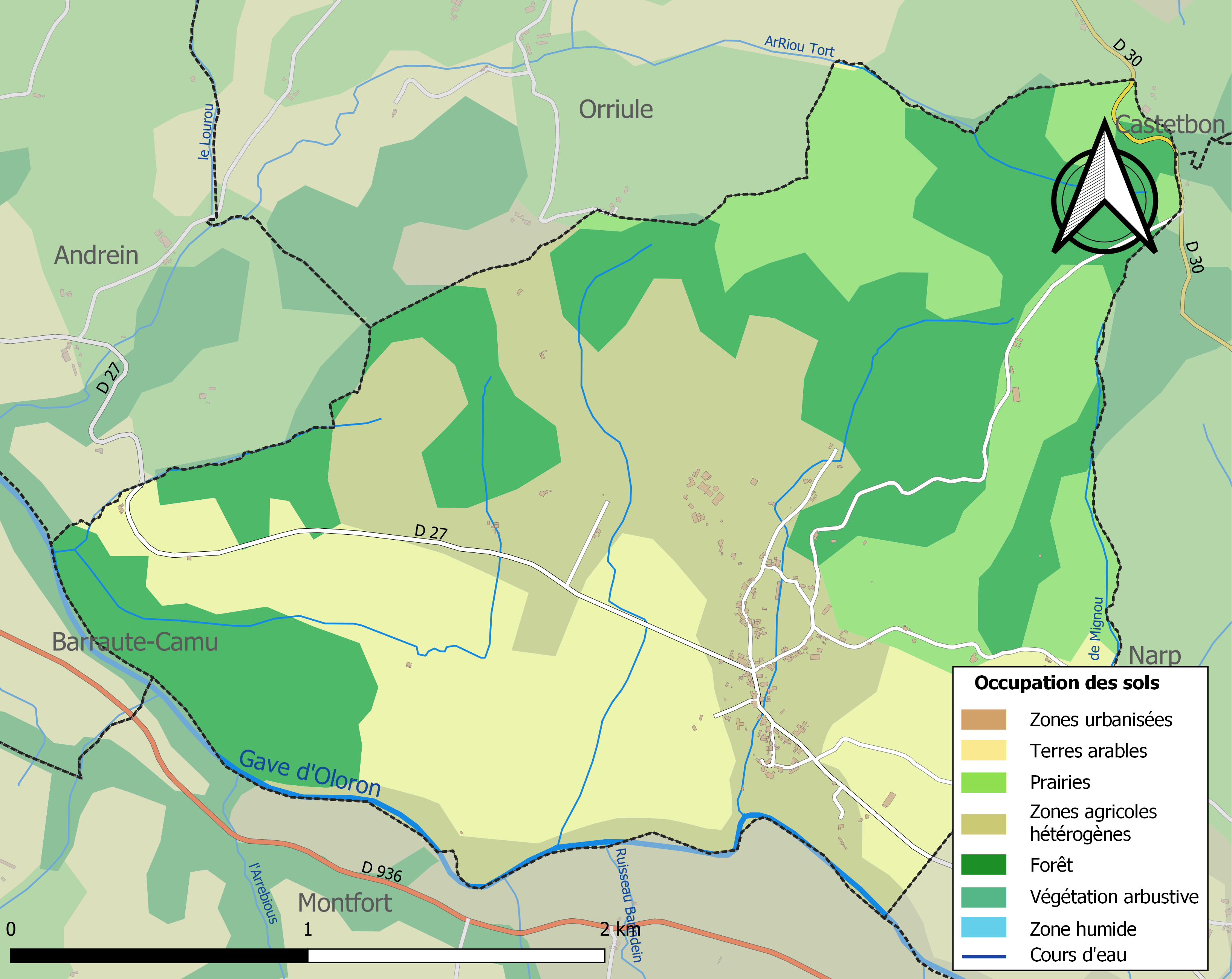
Carte des infrastructures et de l'occupation des sols de la commune en 2018 (CLC).

L'occupation des sols de la commune, telle qu'elle ressort de la base de données européenne d’occupation biophysique des sols Corine Land Cover (CLC), est marquée par l'importance des territoires agricoles (68,4 % en 2018), une proportion identique à celle de 1990 (68,4 %). La répartition détaillée en 2018 est la suivante : 
forêts (31,6 %), zones agricoles hétérogènes (26,7 %), terres arables (26 %), prairies (15,6 %). L'évolution de l’occupation des sols de la commune et de ses infrastructures peut être observée sur les différentes représentations cartographiques du territoire : la carte de Cassini (XVIIIe siècle), la carte d'état-major (1820-1866) et les cartes ou photos aériennes de l'IGN pour la période actuelle (1950 à aujourd'hui).

### Lieux-dits et hameaux
- l'Est
- l'Ouest

### Risques majeurs
Le territoire de la commune de Laàs est vulnérable à différents aléas naturels : météorologiques (tempête, orage, neige, grand froid, canicule ou sécheresse), inondations et séisme (sismicité moyenne). Un site publié par le BRGM permet d'évaluer simplement et rapidement les risques d'un bien localisé soit par son adresse soit par le numéro de sa parcelle.
Certaines parties du territoire communal sont susceptibles d’être affectées par le risque d’inondation par une crue à  débordement lent de cours d'eau, notamment le gave d'Oloron. La commune a été reconnue en état de catastrophe naturelle au titre des dommages causés par les inondations et coulées de boue survenues en 1982, 1983, 1988, 2009 et 2018,.

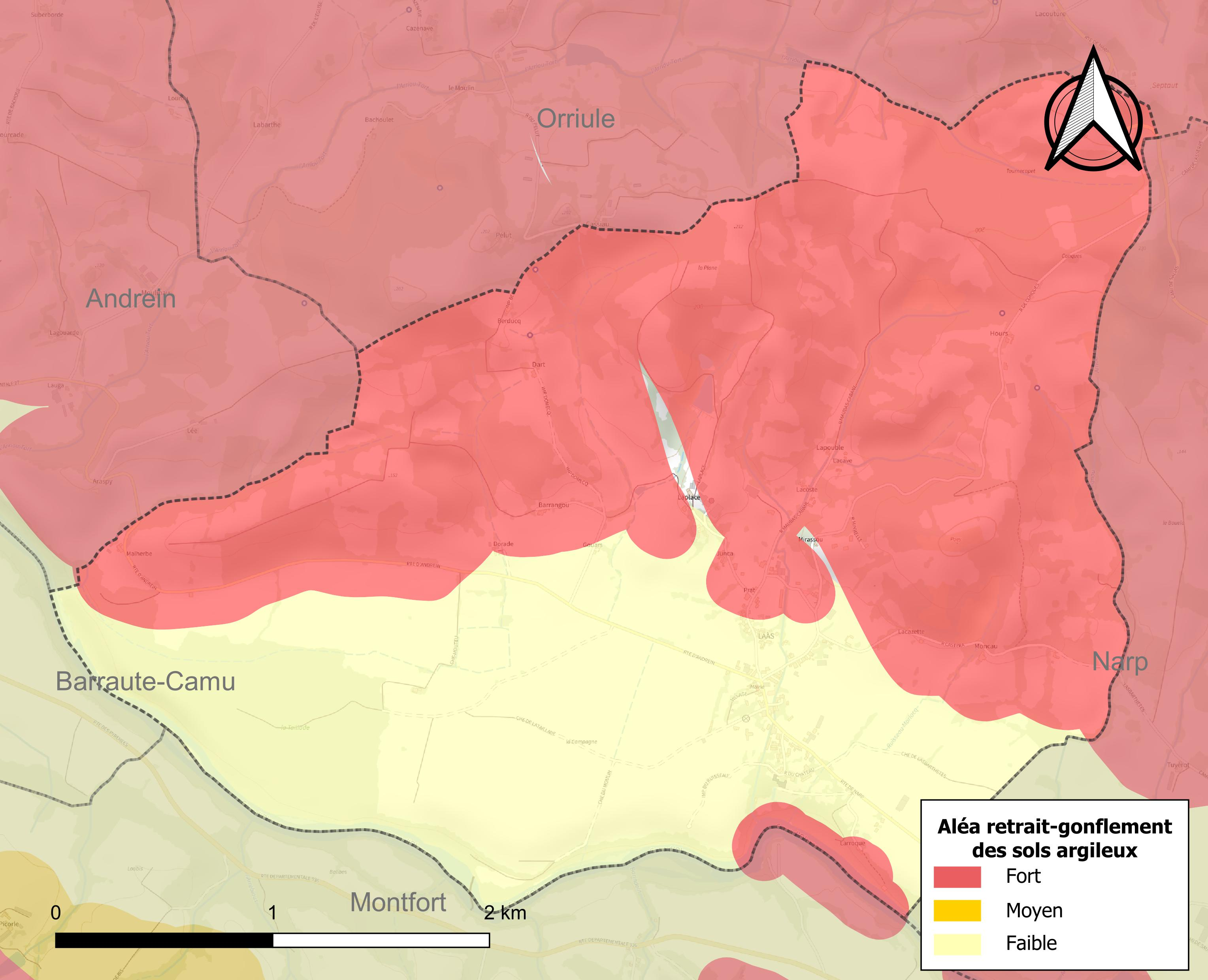
Carte des zones d'aléa retrait-gonflement des sols argileux de Laàs.

Le retrait-gonflement des sols argileux est susceptible d'engendrer des dommages importants aux bâtiments en cas d’alternance de périodes de sécheresse et de pluie. 63,4 % de la superficie communale est en aléa moyen ou fort (59 % au niveau départemental et 48,5 % au niveau national). Depuis le 1er octobre 2020, en application de la loi ELAN, différentes contraintes s'imposent aux vendeurs, maîtres d'ouvrages ou constructeurs de biens situés dans une zone classée en aléa moyen ou fort,.

## Toponymie

### Attestations anciennes
Le toponyme Laàs est mentionné en 1205 (titres de Bérérenx), et apparaît sous les formes 
Sent-Bertemiu de Laas et Las (1384, notaires de Navarrenx), 
la nau de Laas (1538, réformation de Béarn) et 
Làas (1863, dictionnaire topographique Béarn-Pays basque).

### Graphie béarnaise
Son nom béarnais est Laàs.

## Histoire
Paul Raymond note qu'en 1385, Laàs comptait 20 feux et dépendait du bailliage de Navarrenx.

## Politique et administration

### Liste des maires
| Période                                  | Période  | Identité           | Étiquette           | Qualité                                                                                    |
| ---------------------------------------- | -------- | ------------------ | ------------------- | ------------------------------------------------------------------------------------------ |
| 1983                                     | En cours | Jacques Pédehontaà | DVD puis app. MoDem | Conseiller général du Canton de Navarrenx (1992-2015) Conseiller départemental depuis 2015 |
| Les données manquantes sont à compléter. |          |                    |                     |                                                                                            |

### Intercommunalité
La commune fait partie de neuf structures intercommunales :
- le centre intercommunal d'action sociale de Sauveterre-de-Béarn ;
- la communauté de communes du Béarn des Gaves ;
- le SIGOM ;
- le syndicat AEP de Navarrenx ;
- le syndicat d’énergie des Pyrénées-Atlantiques ;
- le syndicat du pays des gaves et Lausset ;
- le syndicat intercommunal des gaves et du Saleys ;
- le syndicat mixte Bil Ta Garbi ;
- le syndicat mixte du Béarn des gaves.

## Population et société

### Démographie
L'évolution du nombre d'habitants est connue à travers les recensements de la population effectués dans la commune depuis 1793. Pour les communes de moins de 10 000 habitants, une enquête de recensement portant sur toute la population est réalisée tous les cinq ans, les populations de référence des années intermédiaires étant quant à elles estimées par interpolation ou extrapolation. Pour la commune, le premier recensement exhaustif entrant dans le cadre du nouveau dispositif a été réalisé en 2004.

En 2022, la commune comptait 138 habitants, en évolution de +2,99 % par rapport à 2016 (Pyrénées-Atlantiques : +3,78 %, France hors Mayotte : +2,11 %).
| 1793 | 1800 | 1806 | 1821 | 1831 | 1836 | 1841 | 1846 | 1851 |
| ---- | ---- | ---- | ---- | ---- | ---- | ---- | ---- | ---- |
| 484  | 462  | 585  | 536  | 536  | 605  | 614  | 618  | 627  |

| 1856 | 1861 | 1866 | 1872 | 1876 | 1881 | 1886 | 1891 | 1896 |
| ---- | ---- | ---- | ---- | ---- | ---- | ---- | ---- | ---- |
| 595  | 559  | 550  | 560  | 541  | 532  | 503  | 500  | 503  |

| 1901 | 1906 | 1911 | 1921 | 1926 | 1931 | 1936 | 1946 | 1954 |
| ---- | ---- | ---- | ---- | ---- | ---- | ---- | ---- | ---- |
| 504  | 464  | 441  | 354  | 345  | 313  | 286  | 230  | 203  |

| 1962 | 1968 | 1975 | 1982 | 1990 | 1999 | 2004 | 2006 | 2009 |
| ---- | ---- | ---- | ---- | ---- | ---- | ---- | ---- | ---- |
| 160  | 150  | 152  | 146  | 135  | 125  | 110  | 108  | 115  |

| 2014 | 2019 | 2022 | - | - | - | - | - | - |
| ---- | ---- | ---- | - | - | - | - | - | - |
| 132  | 139  | 138  | - | - | - | - | - | - |

### Manifestations culturelles et festivités
Depuis 1996 a lieu en été le festival Transhumances musicales. D'abord consacré aux musiques celtiques, le festival a évolué sur d'autres genres musicaux,.

### Équipements
- Fontaine
- Lavoir (bassin public)

## Économie
L'activité est essentiellement agricole. La commune fait partie de la zone d'appellation de l'ossau-iraty.

## Culture locale et patrimoine

### Patrimoine civil

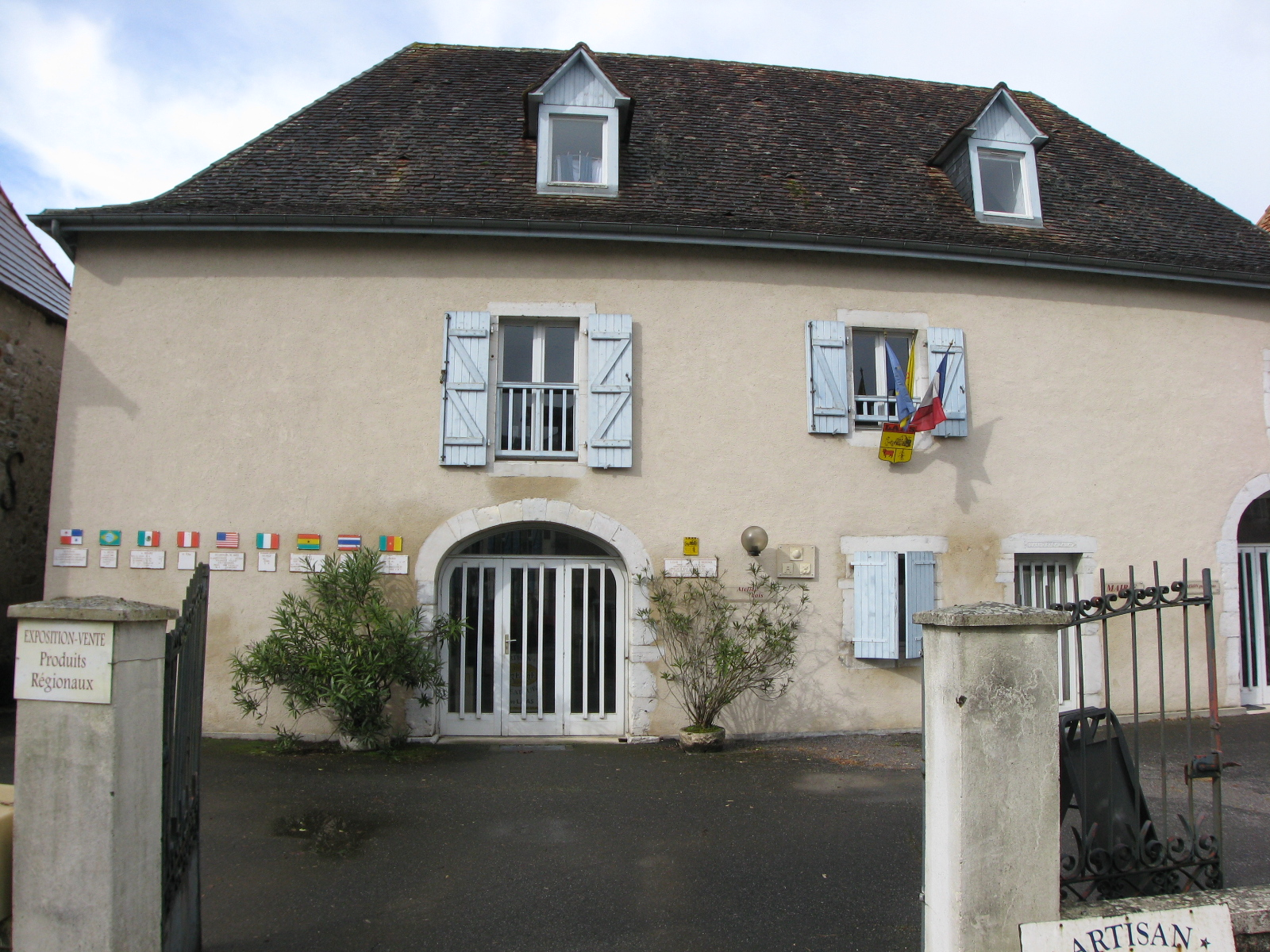
La mairie de Laàs.

Le château de Laàs, gentilhommière du XVIIe siècle abrite l’une des plus belles collections d’arts décoratifs d’Aquitaine : tapisseries d’Aubusson, tableaux de Fragonard, porcelaines, faïences, mobilier, ainsi qu'une collection unique de 11 feuilles d'éventails du XVIIe siècle. Cette importante collection appartenait aux époux Serbat, les derniers propriétaires du Domaine. Le Domaine a été donné en legs au Conseil Départemental des Pyrénées-Atlantiques en 1981.
Son parc sert de cadre au Festival des Transhumances Musicales qui se tient depuis 1996 tous les week-ends de l'Ascension.

### Patrimoine religieux

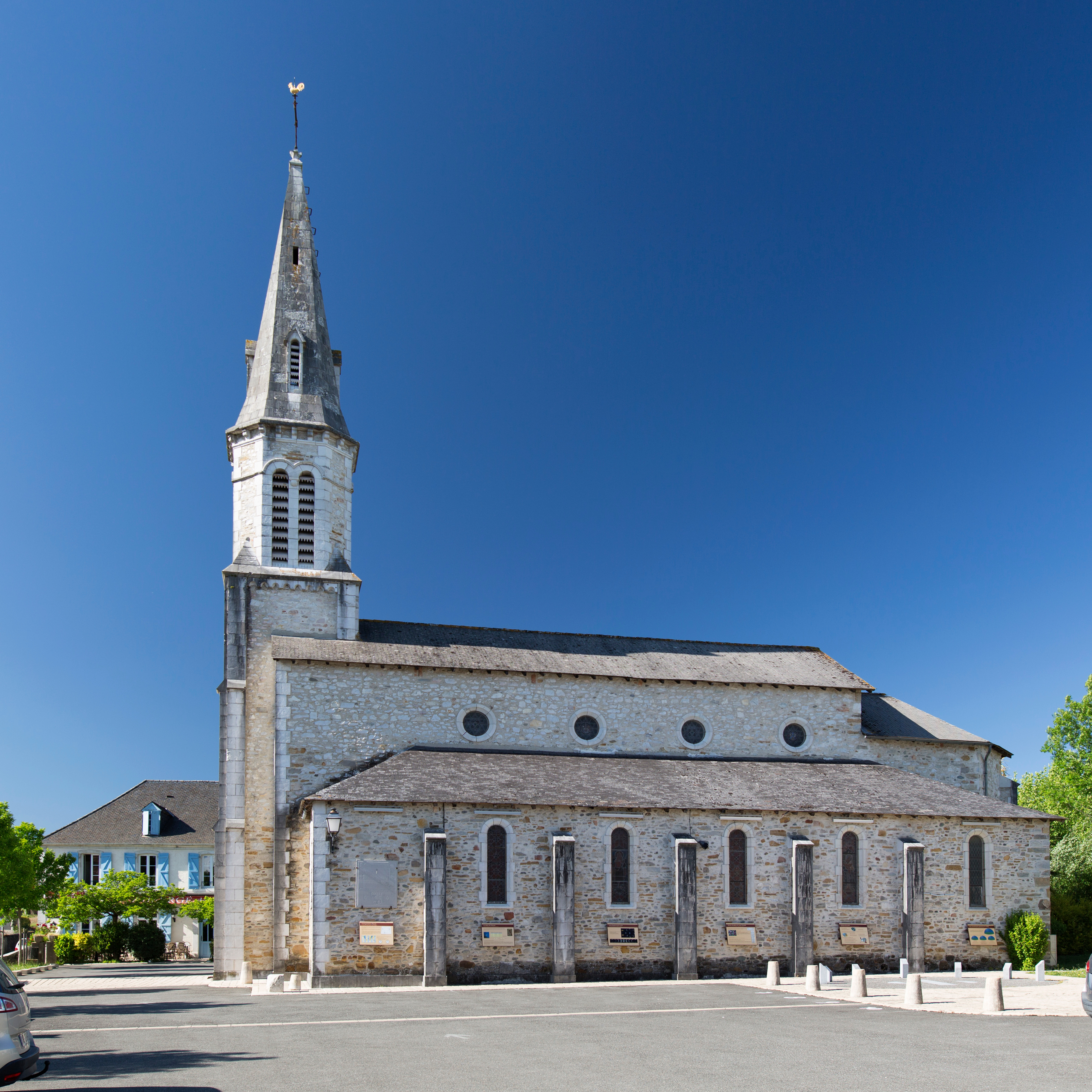
L'église Saint-Barthélemy.

La chapelle romane Saint-Barthélemy datant du XIe siècle est actuellement désaffectée bien que partiellement restaurée. Elle se situe au nord-est du cimetière.
L'église paroissiale du même nom, Saint-Barthélemy, a été construite quant à elle, au XIXe siècle.

### Principauté de Laàs en Béarn

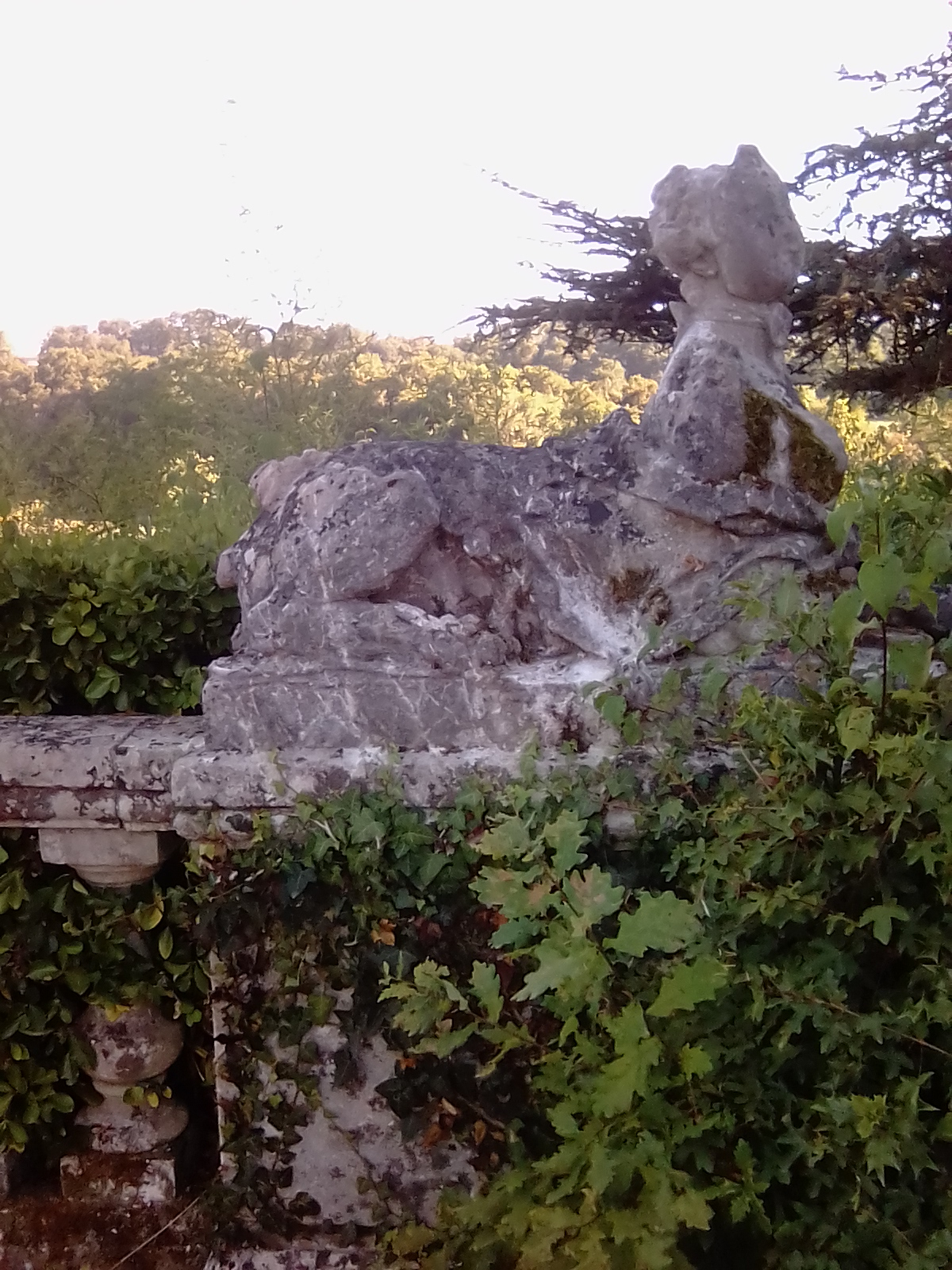
Les sphinx de la Principauté de Laàs 2

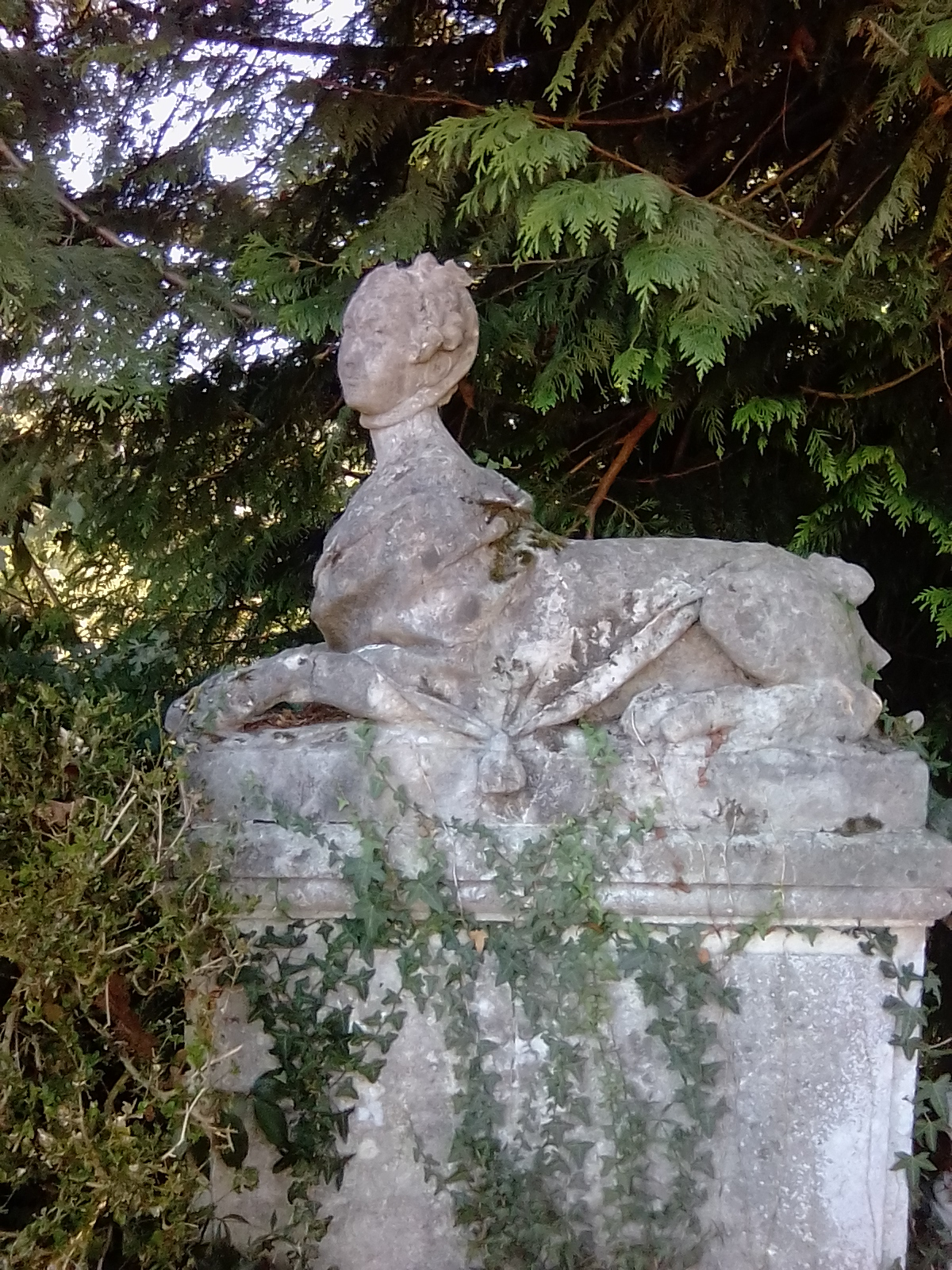
Les sphinx de la Principauté de Laàs 1

Les statuts de l’association « Principauté de Laàs en Béarn » ont été publiés au Journal officiel de la République française courant avril 2014 afin de mettre en avant les spécificités de son territoire au sein du « Béarn centre du monde ».
Elle adopte pour langue officielle le français et l'occitan gascon sous sa forme locale béarnaise.

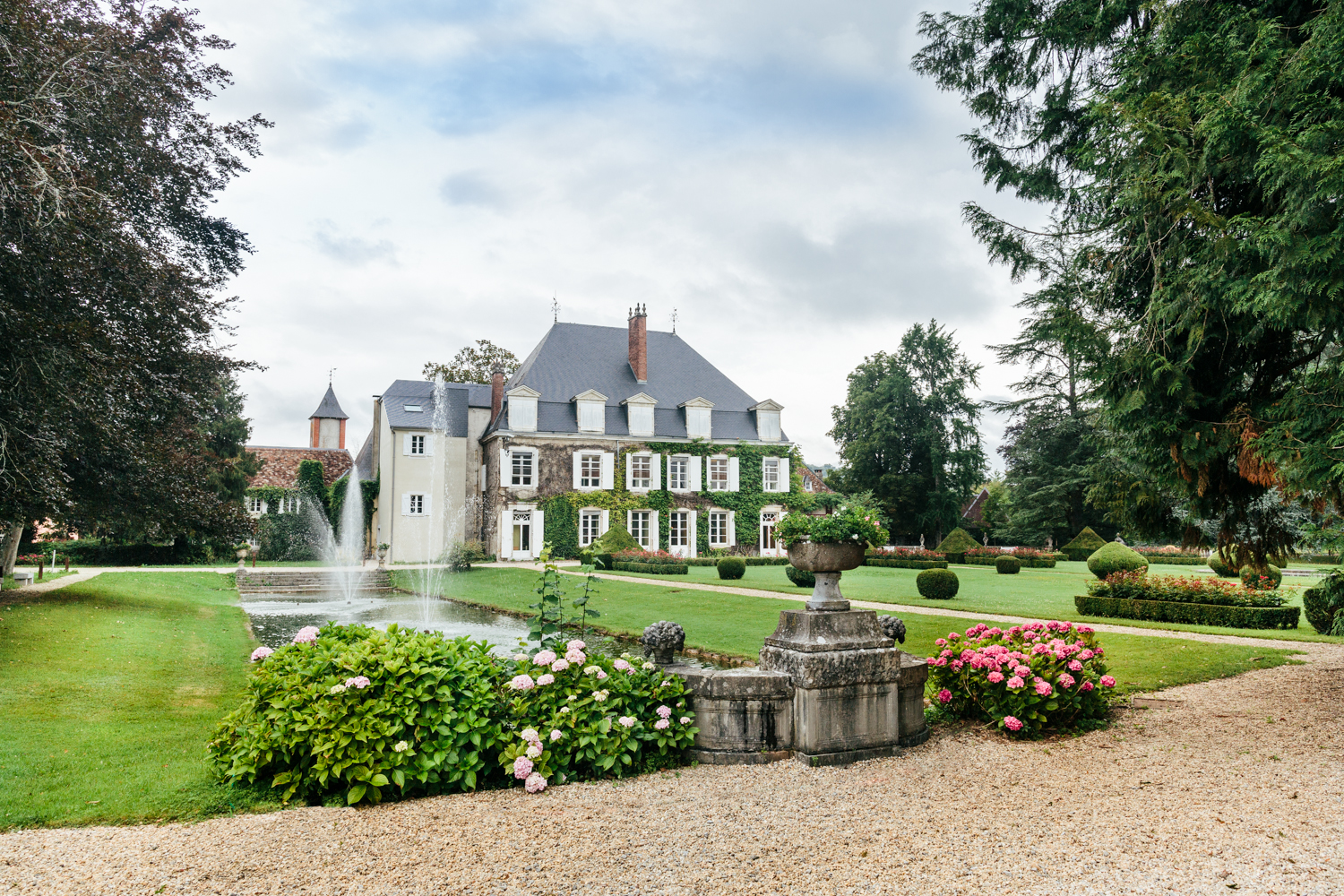
Château de Laàs en 2017.
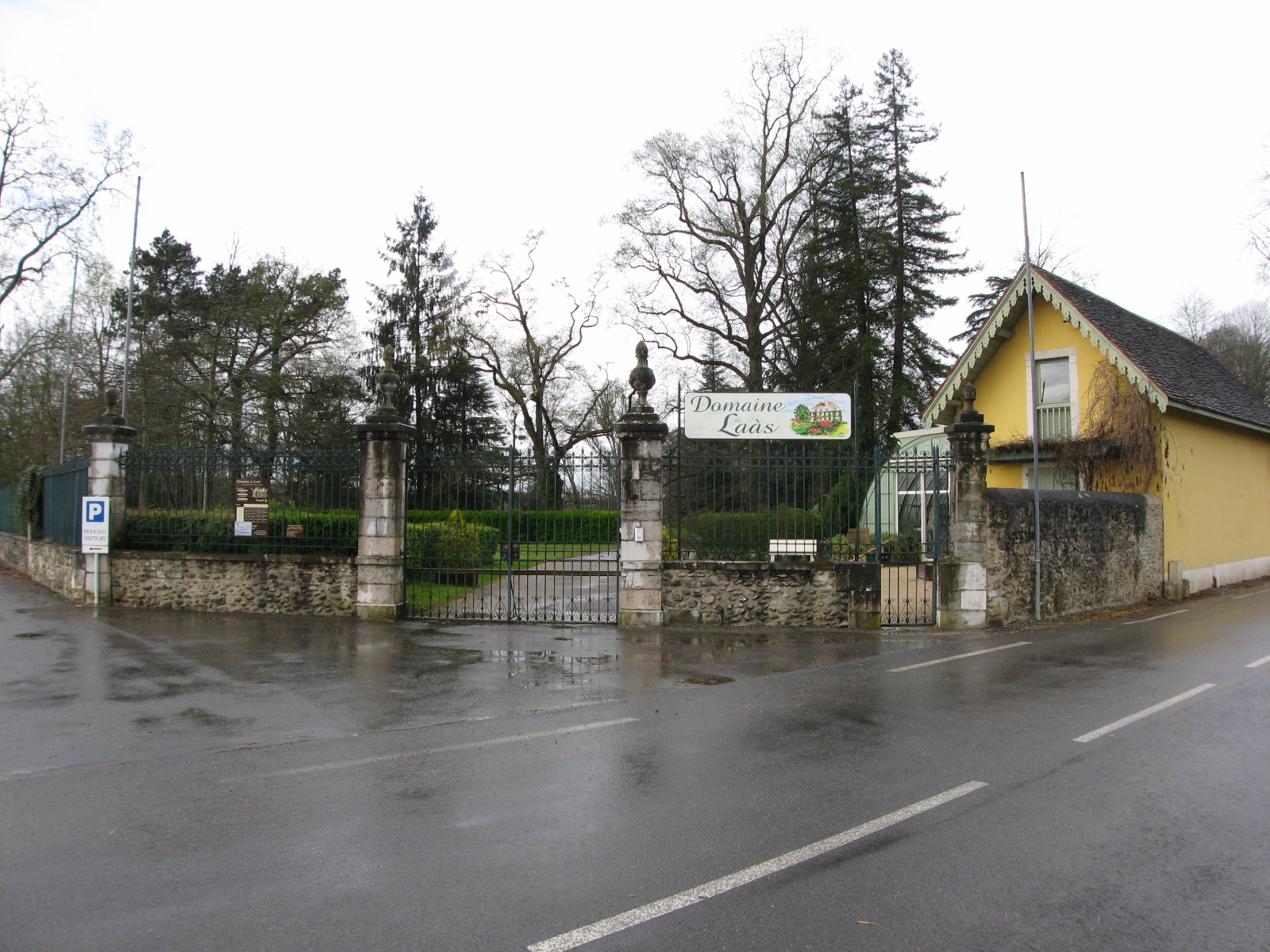
L'entrée du parc du château.
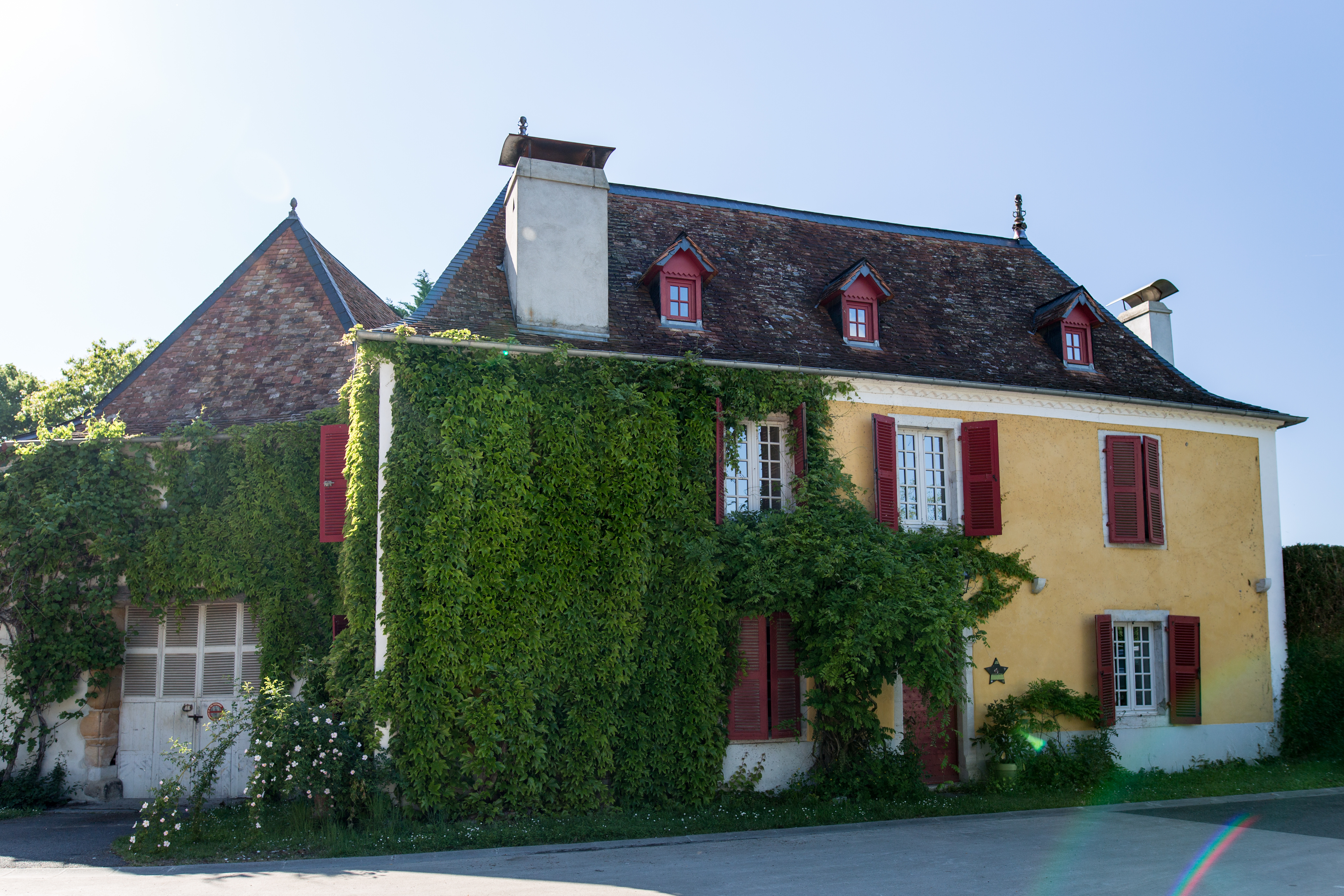
Maison.
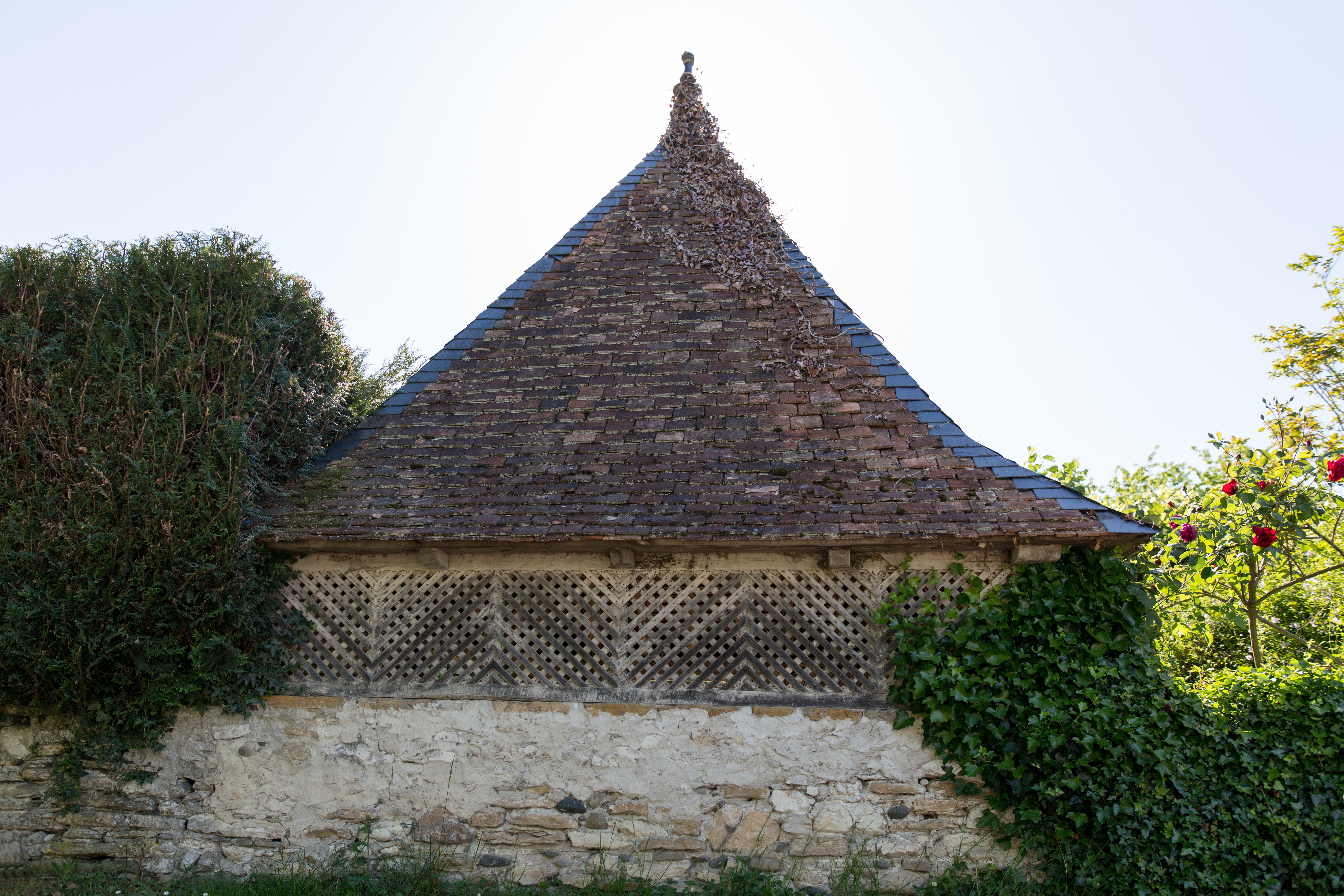
Grange.
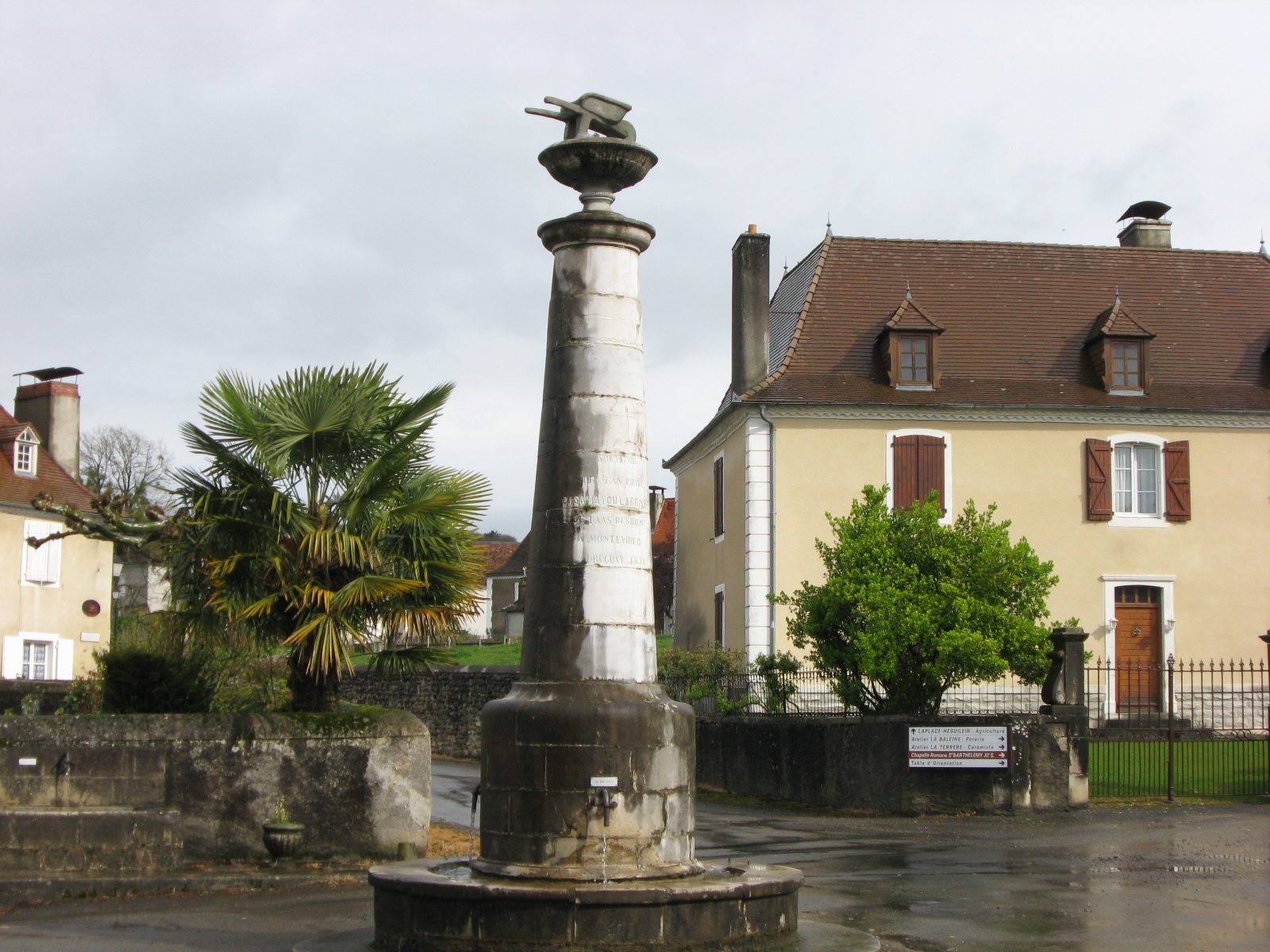
Monument.
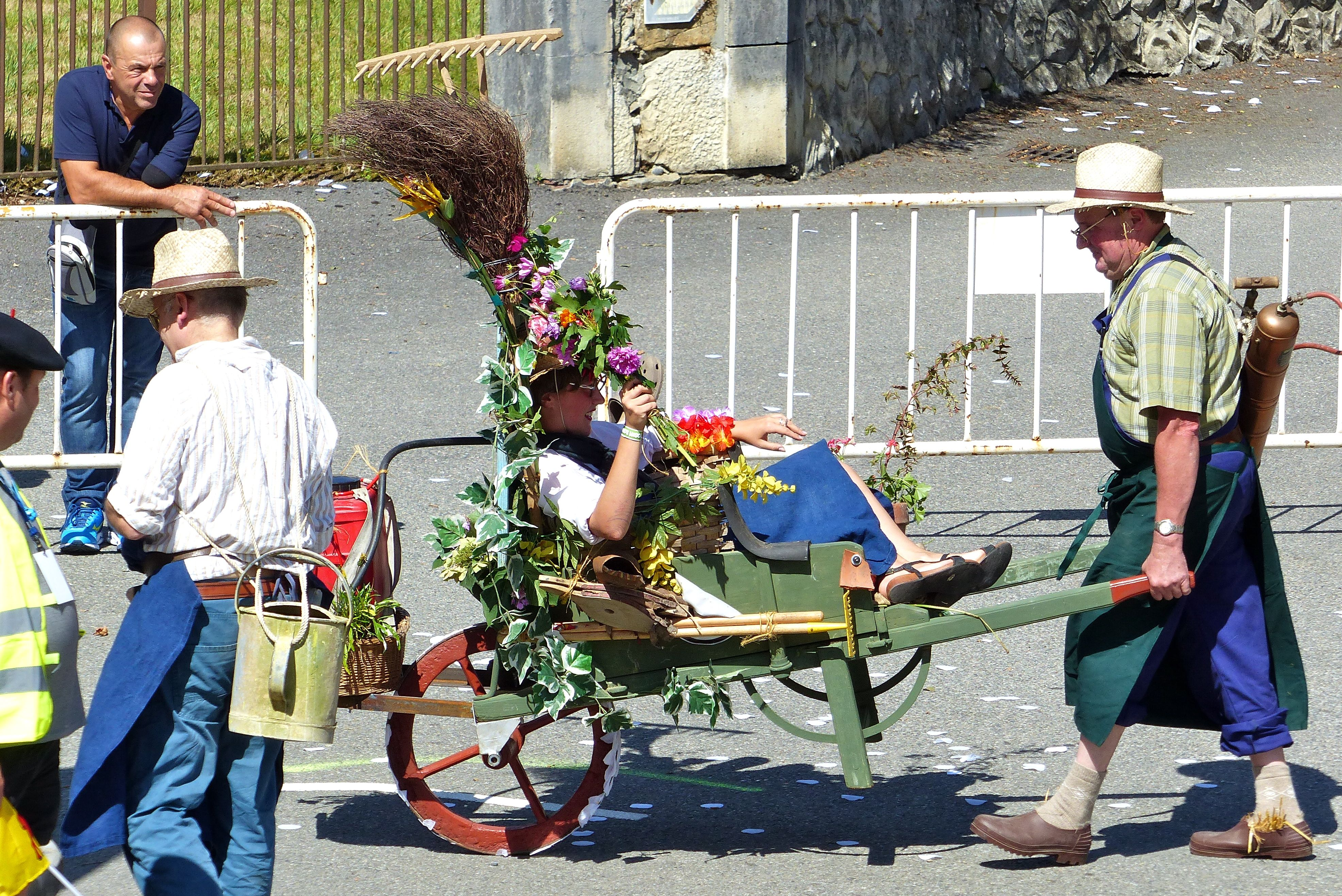
Course de brouettes.
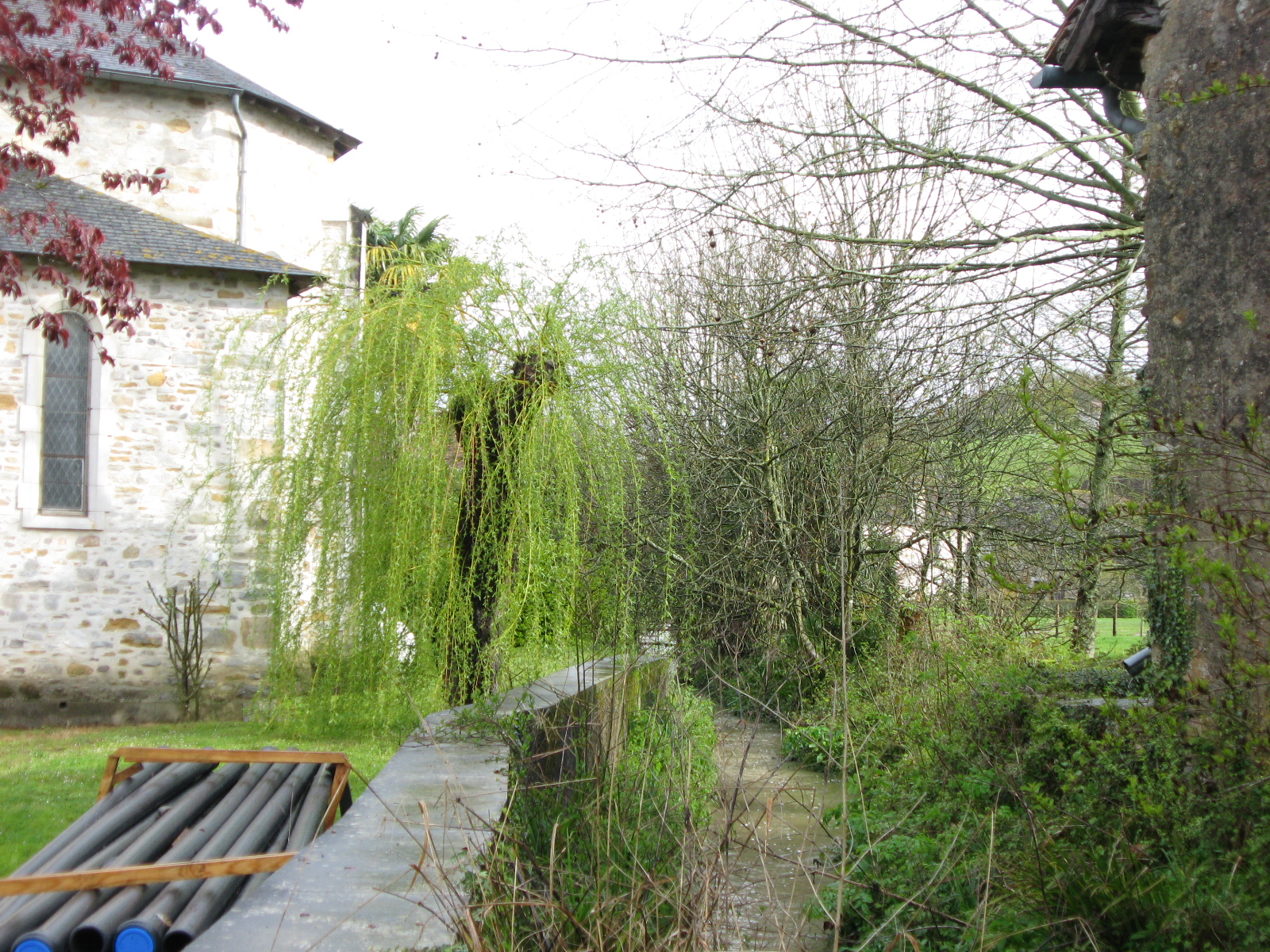
Le ruisseau derrière l'église.
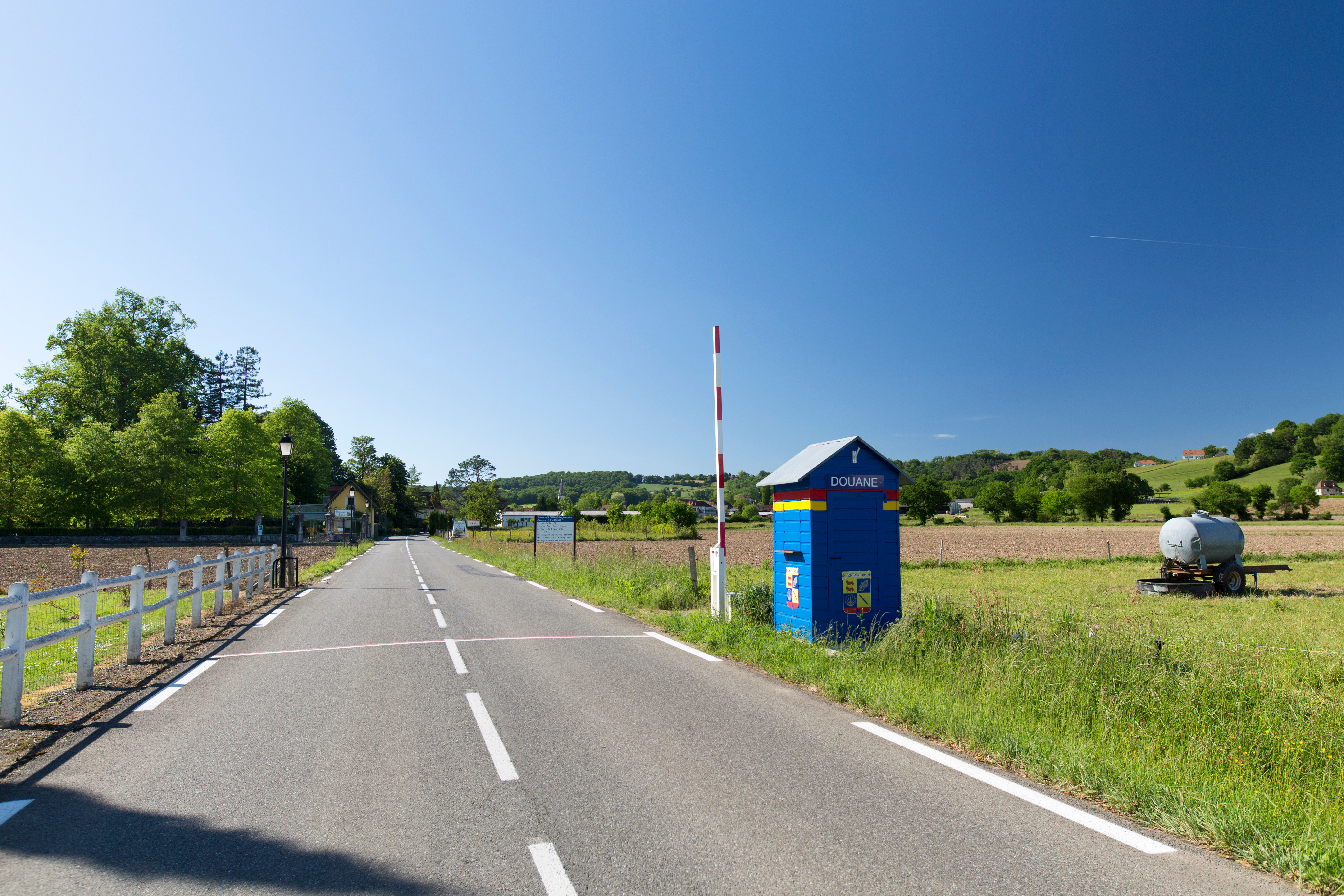
Poste de douane de la « principauté »
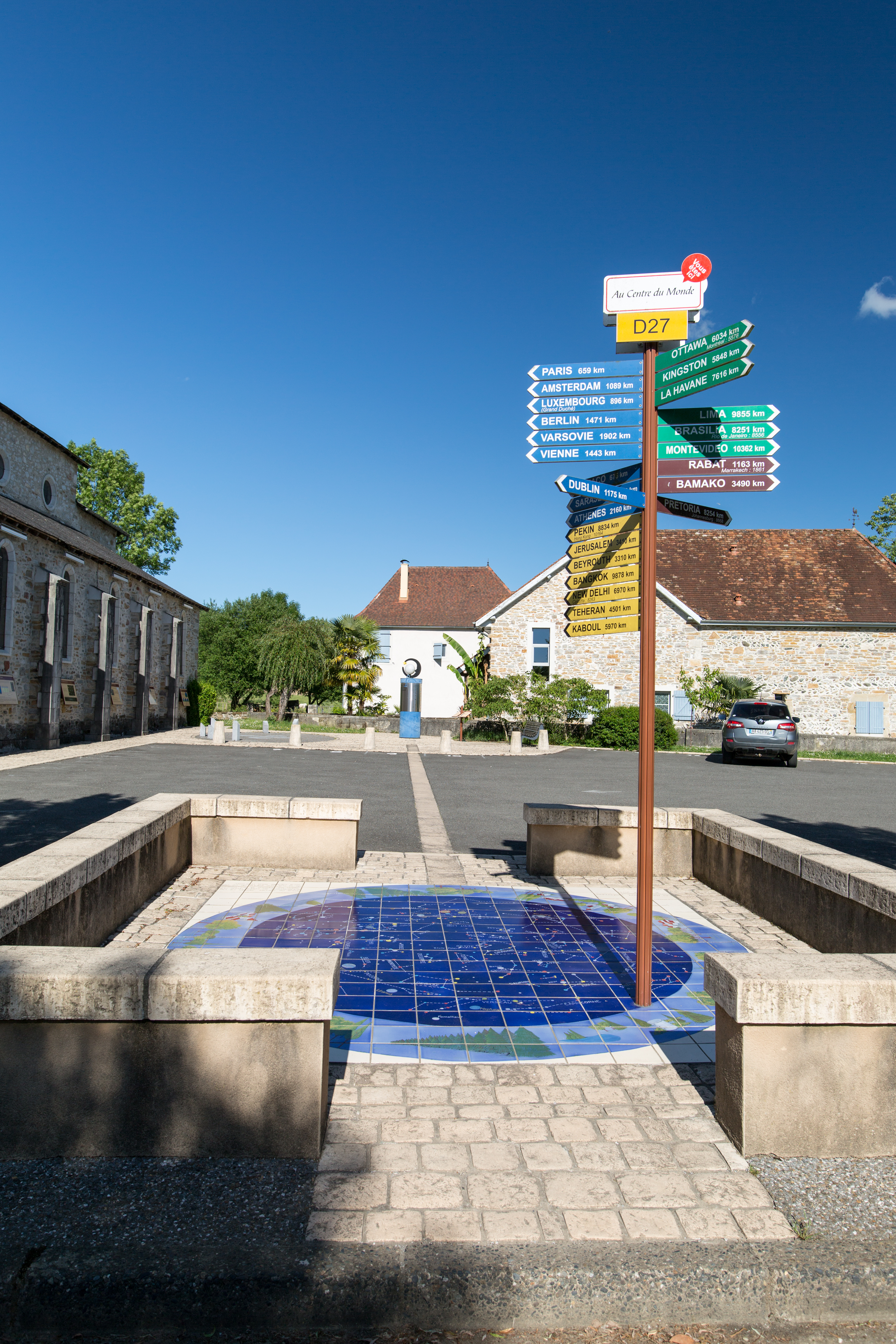
Signalétique sur la place.

### Héraldique
| Blason de Laàs | Blason  | Écartelé : au 1er d'or à deux vaches de gueules, accornée, onglées, colletées et clarinées d'azur l'une sur l'autre, au 2e d'azur à un épi de maïs au trait d'or posé en barre, au 3e d'azur à une coquille renversée au trait d'or, au 4e à un poignard versée en bande d'azur garnie de gueules ; le tout sur une terrasse de gueules chargée d'une étoile d'azur*. |
| Blason de Laàs | Détails | * Il y a là non-respect de la règle de contrariété des couleurs : ces armes sont fautives (azur sur gueules). Les couleurs (jaune, rouge et bleu) et les vaches sont pour le Béarn, le maïs est pour le caractère agricole de la commune, la coquille rappelle que le village était anciennement traversé par le chemin de Compostelle, le poignard est attribut de saint Barthélemy, patron de la paroisse locale ; enfin, l'étoile est pour la lumière, les 5 sens humains et la célébrité. Adopté en 2015. |

## Filmographie
- Grands Reportages (émission de télévision) Mes ancêtres du bout du monde (14/08/2022)

### Note
1. ↑  Dans les sites Natura 2000, les États membres s'engagent à maintenir dans un état de conservation favorable les types d'habitats et d'espèces concernés, par le biais de mesures réglementaires, administratives ou contractuelles[18].
2. ↑  Dans les zones classées en aléa moyen ou fort, différentes contraintes s'imposent :
  - au vendeur d'informer le potentiel acquéreur du terrain non bâti de l’existence du risque RGA ;
  - au maître d’ouvrage, dans le cadre du contrat conclu avec le constructeur ayant pour objet les travaux de construction, ou avec le maître d'œuvre, le choix entre fournir une étude géotechnique de conception et le respect des techniques particulières de construction définies par voie réglementaire ;
  - au constructeur de l'ouvrage qui est tenu, soit de suivre les recommandations de l’étude géotechnique de conception, soit de respecter des techniques particulières de construction définies par voie réglementaire.
3. ↑  Population municipale de référence en vigueur au 1er janvier 2025, millésimée 2022, définie dans les limites territoriales en vigueur au 1er janvier 2024, date de référence statistique : 1er janvier 2022.

- Notes de type N

1. ↑  Les distances sont mesurées entre chefs-lieux de communes par la voie routière et évaluées à l'aide d'un calculateur d'itinéraires.
2. ↑  Les distances sont mesurées entre chefs-lieux de communes à vol d'oiseau.
3. ↑  Les ZNIEFF de type 2 sont de grands ensembles naturels riches, ou peu modifiés, qui offrent des potentialités biologiques importantes.

- Cartes

1. ↑  « Carte hydrographique de Laàs » sur Géoportail (consulté le 10 août 2021)..
2. ↑  « Sites Natura 2000 de types sites d'intérêt communautaire (SIC) (Directive Habitats) de la commune de Laàs », sur geoportail.gouv.fr.
3. ↑  « ZNIEFF de type II sur la commune de Laàs », sur geoportail.gouv.fr (consulté le 14 août 2021).
4. ↑  IGN, « Évolution comparée de l'occupation des sols de la commune sur cartes anciennes », sur remonterletemps.ign.fr (consulté le 17 juillet 2023).
5. ↑  « Cartographie interactive de l'exposition des sols au retrait-gonflement des argiles », sur infoterre.brgm.fr (consulté le 4 octobre 2022).